# Epigaea
Epigaea es un género de  plantas  pertenecientes a la familia Ericaceae. Comprende 6 especies descritas y de estas, solo 3 aceptadas.

## Descripción
Son pequeños arbustos rastreros que alcanzan 10-20 cm de altura, formando grandes colonias. Las hojas son perennes, alternas, simples, enteras de 2-10 cm d longitud. Las flores son pequeñas de color blanco o rosa, con una corola cinco lobulada que se producen en primavera. El fruto es una cápsula seca con numerosas semillas.   

## Taxonomía
El género  fue descrito por Carlos Linneo y publicado en Species Plantarum 1: 395. 1753. La especie tipo es:  Epigaea repens L.

## Especies aceptadas
A continuación se brinda un listado de las especies del género Epigaea aceptadas hasta febrero de 2014, ordenadas alfabéticamente. Para cada una se indica el nombre binomial seguido del autor, abreviado según las convenciones y usos. 
- Epigaea asiatica Maxim.
- Epigaea gaultherioides
- Epigaea repens L.